# Gargantuoidea phaetusa
Gargantuoidea phaetusa är en insektsart som först beskrevs av John Obadiah Westwood 1859.  Gargantuoidea phaetusa ingår i släktet Gargantuoidea och familjen Diapheromeridae. Inga underarter finns listade i Catalogue of Life.